# فنیل‌پیپرازین
فنیل‌پیپرازین (به انگلیسی: Phenylpiperazine) با فرمول شیمیایی C۱۰H۱۴N۲ یک ترکیب شیمیایی با شناسه پاب‌کم ۷۰۹۶ است. که جرم مولی آن ۱۶۲٫۲۳ g/mol می‌باشد. شکل ظاهری این ترکیب، مایع بی‌رنگ تا زرد است. یک داروی به‌شدت ادرار آور با قدرت نسبتاً بالا است.
فنیل پیپرازین یک داروی ادرارآور رایج در بازار ایران است که بر روی عملکرد کلیه اثر گذاشته و باعث افزایش ادرار می‌شود.
رنگ ادرار با این دارو از زرد به قرمز تبدیل می‌شود.